# Хауге (река)
Хауге, в верхнем течении Келарви, — река в России, протекает по Муезерскому району Карелии.
Исток — озеро Келарви. Протекает через озеро Хаугеламби. Устье реки находится в 40 км по правому берегу реки Пенинги. Длина реки составляет 12 км, площадь водосборного бассейна — 80 км². В 10 км от устья, по левому берегу реки впадает река Элин.

## Данные водного реестра
По данным государственного водного реестра России относится к Балтийскому бассейновому округу, водохозяйственный участок реки — Реки Карелии бассейна Балтийского моря на границе РФ с Финляндией, включая оз. Лексозеро. Относится к речному бассейну реки Реки Карелии бассейна Балтийского моря.
Код объекта в государственном водном реестре — 01050000112102000010174.